# Elfriede Jelinek
Elfriede Jelinek (IPA: [ɛlˈfʀiːdə ˈjɛlinɛk]) (Mürzzuschlag, 20 ottobre 1946) è una scrittrice, drammaturga e traduttrice austriaca.
Nel 2004 le è stato conferito il Premio Nobel per la letteratura.
Elfriede Jelinek scrive contro il malcostume politico e della vita pubblica ma anche privata della società austriaca. Giudica l'Austria arretrata ed impregnata del passato nazista, e nutre nei confronti del proprio Paese un odio aspro e reciproco. Per esprimerlo utilizza uno stile sarcastico, provocatorio, che talvolta ella stessa, al pari dei propri avversari, considera blasfemo e di cattivo gusto. Infatti nella sua produzione letteraria la violenza, il sarcasmo e l'incantesimo costituiscono il mezzo per analizzare e distruggere gli stereotipi sociali e gli archetipi del sessismo. In particolare, l'autrice porta avanti la denuncia implacabile della violenza sessuale contro le donne.
I suoi tratti gentili e delicati sembrano porre in contrasto la persona, schiva, disponibile e concreta, con la figura pubblica che il regista Werner Waas definisce una “clava culturale”. Quello di Elfriede è infatti “un ruolo d'artista attivo, scomodo”, che lavora per “ridisegnare le mappe dell'esistenza”.
Il teatro di Jelinek, trattando temi quali la politica e la condizione della donna, “è una miccia accesa”; “nella sua scrittura non ci sono regole” e la “messa in scena viene negata nelle sue regole fondamentali: azione, personaggio, luogo, esistono solo tra le righe in una visionaria libertà”. La parola di Elfriede Jelinek è “allo stesso tempo puramente teatrale” perché “è in primo luogo, materia vocale, con un corpo sonoro vivo e presente fatto di fonetica, ritmo, una musica inscindibile dal senso”. Fra gli scrittori-drammaturghi degli anni duemila, Jelinek rappresenta “la voce femminile più innovativa e provocatoria”.

## Biografia
Elfriede Jelinek è l'unica figlia di Friedrich Jelinek e di Olga Ilona, nata Buchner. La madre, rumena di origine e proveniente dall'alta borghesia cattolica viennese, a lungo si occupa del mantenimento della famiglia lavorando come ragioniera; è descritta dalla giovane Elfriede come "dispotica e paranoica". Il padre, un chimico ebreo d'origine ceca, ha conseguito la laurea presso l'Università tecnica di Vienna con molte difficoltà a causa del suo essere "mezzo ebreo", secondo la definizione di Hans Globke: condizione che ha reso vittime dell'Olocausto molti suoi consanguinei. L'occupazione presso un'industria per gli armamenti gli ha evitato le persecuzioni naziste. Colpito da malattia psichica, Friedrich muore nel 1969 in una clinica psichiatrica in stato di ottenebramento mentale.

### Infanzia, giovinezza e prime pubblicazioni
Nata in Stiria, Elfriede cresce a Vienna. La madre si occupa dell'educazione, iscrivendo la figlia prima ad un asilo cattolico, e successivamente ad una scuola conventuale che Elfriede giudica estremamente restrittiva nel saggio In die Schule gehen ist wie in den Tod gehen (Andare a scuola è come andare a morire). L'esuberanza conduce la bambina, su consiglio della suora, alla neuropsichiatria infantile, nel reparto di sanità mentale della clinica pediatrica dell'università di Vienna diretto da Hans Asperger. Il suo comportamento viene considerato nella norma dai medici, quindi Olga decide di far intraprendere alla figlia la carriera di bambina prodigio nella musica. Già alla scuola elementare Elfriede, che compone brani fin dalla più tenera età, riceve lezioni di piano, chitarra, flauto, violino e viola. A tredici anni inizia a studiare organo, pianoforte, flauto dolce presso il Conservatorio di Vienna, ed in seguito anche la composizione. Contemporaneamente frequenta la scuola media superiore.
Al termine, Elfriede si iscrive a corsi di storia dell'arte e teatro presso l'Università di Vienna, senza mai abbandonare la musica, interrompendo tuttavia gli studi a causa di disturbi nervosi che le impediscono di seguire le lezioni. A 18 anni, infatti, una crisi di agorafobia acuta la costringe a rimanere a lungo rinchiusa nella casa dei genitori. Dopo un anno riprende ad uscire di casa, spesso con la madre.
In questo periodo di isolamento forzato si immerge nella lettura dei classici della filosofia, della letteratura, della poesia americana; non disdegna nemmeno i romanzi horror e i racconti che alimenteranno più tardi le sue creazioni. Parallelamente applica un'attenzione “quasi scientifica” alla visione delle serie più popolari della televisione austriaca.
Soprattutto, in questo periodo la giovane Elfriede inizia a coltivare la grande passione per la scrittura, già nata in lei nel decennio precedente, e a comporre poesie, che vengono pubblicate su riviste da piccole case editrici. Il 1967 è l'anno del suo debutto letterario con Lisas Schatten (L'ombra di Lisa), opera con la quale due anni dopo riceve il primo premio letterario.
Il primo romanzo bukolit, scritto nel 1968, rimane invece in attesa di pubblicazione fino al 1979. Il romanzo appartiene al periodo in cui Jelinek reintroduce la grafia con le iniziali minuscole, cui in seguito rinuncerà, nella tradizione del Wiener Gruppe (Gruppo di Vienna), movimento letterario dell'inizio degli anni cinquanta di cui faceva parte fra gli altri Konrad Bayer.
Nel 1968 si unisce alle proteste dei sessantottini e si interessa attivamente alla politica..
Nel 1971 ottiene il diploma da organista, che in seguito le facilita la collaborazione con Hans Werner Henze e con la compositrice austriaca Olga Neuwirth. Per quest'ultima ha composto ad esempio il libretto d'opera di Bählamms Fest (1999), dramma musicale tratto da un lavoro di Leonora Carrington, e di Lost Highway (2003), ispirato al film omonimo di David Lynch.
Sempre all'inizio degli anni settanta Jelinek soggiorna a Roma e a Berlino, e si reca regolarmente a Parigi, anche se la sua agorafobia ormai cronica la spinge a restare prevalentemente nella capitale austriaca.
In quel periodo si accosta alle teorie di Roland Barthes, che rielabora nel saggio Die endlose Unschuldigkeit (L'innocenza senza fine), e che saranno rilevanti per la sua successiva attività letteraria. Nel 1972 vive a Berlino con lo scrittore Gert Loschütz, per tornare a Vienna l'anno successivo. Nel 1974 si unisce al KPÖ, prendendo parte alla campagna elettorale e ad alcune manifestazioni culturali. Nello stesso anno sposa Gottfried Hüngsberg, compositore ed informatico di Monaco di Baviera, compositore della musica per i film di Fassbinder. Dopo il matrimonio Elfriede Jelinek vive alternativamente a Vienna e Monaco. L'unione termina con il divorzio dopo breve tempo.

### Il rapporto con i genitori
Nell'unico romanzo considerato autobiografico La pianista (Die Klavierspielerin, 1983), Elfriede descrive sotto molteplici angolazioni l'intimità di una donna sessualmente frustrata, vittima della propria posizione culturale dominante e di una madre possessiva e soffocante, che assomiglia molto alla sua. A causa della morte della madre, nel 2000, Elfriede non si reca sul set del film La pianista, tratto dal suo libro: come l'eroina del romanzo, l'autrice non abbandona mai Olga, vissuta fino all'età di 97 anni, malgrado il matrimonio e malgrado soprattutto vi fosse un rapporto difficile fra le due donne. Fin da bambina Elfriede ha infatti raccontato di aver sofferto quella che considerava un'educazione troppo restrittiva scelta per lei dalla madre. All'epoca in cui si diploma come organista, Jelinek cerca di soddisfare le ambizioni della madre e contemporaneamente di affrontare la malattia mentale del padre.
Friedrich è dominato dalla moglie. In un'intervista Elfriede confessa di non essersi mai liberata del peso dei suoi genitori, detestati per averla privata dell'infanzia. Da un lato l'educazione impartitale dalla madre avrebbe annientato la sua sfera intima, pur alimentando la sua vocazione per la musica. Dall'altro lato Elfriede non perdona al padre di essersi lasciato annientare da una donna castratrice e di avere costretto la figlia ad allinearsi dalla parte della madre "sotto il peso di uno schiacciante darwinismo". La sola concessione ottenuta dal padre, uomo impegnato politicamente a sinistra, è sfilare durante il raduno di Vienna per il 1º maggio. Secondo la figlia, l'unico punto di convergenza fra i genitori è il gusto per la cultura, per la retorica e per l'eloquenza.
Come reazione nei confronti della madre, schierata decisamente a destra e fiera di odiare la "gentaglia di sinistra", Elfriede Jelinek nel 1974 si iscrive al Partito Comunista d'Austria (KPÖ).

### L'impegno politico
Jelinek resta legata al KPÖ fino al 1991, esprimendo dissenso nei confronti delle donne al potere e dell'estrema destra, che fa rimare il suo cognome di origine ceca con Dreck: «sporcizia». Parallelamente si oppone alle idee e al leader storico del FPÖ Jörg Haider; le diatribe e gli insulti intrecciati con la stampa conservatrice, la destra e l'estrema destra austriache, ottengono eco internazionale. L'autrice accusa il proprio Paese di restare immerso in un retroterra ideologico, politico e culturale deleterio, impregnato di razzismo, xenofobia, antisemitismo.
Insieme all'attrice Erika Pluhar, all'antropologo Ernest Bornemann e ad altri intellettuali, Jelinek appoggia la scarcerazione di Jack Unterweger, condannato per l'omicidio di una prostituta, considerato dagli intellettuali e dai politici un esempio di recupero ben riuscito. Rilasciato nel 1990, Unterweger si rende colpevole di altri nove omicidi, e si suicida dopo l'arresto.
Nel 1991 Jelinek, insieme ad entrambi i segretari Susanne Sohn e Walter Silbermayer, lascia il KPÖ, di cui è divenuta una figura di spicco. Contemporaneamente si unisce al gruppo di intellettuali che pubblica la rivista scientifica di stampo marxista Das Argument (L'argomento), curata da Wolfgang Fritz Haug e da altri autori. Nel 1999 si oppone ai bombardamenti della Serbia, effettuati dalla NATO.
Nel 2006 entra a far parte del movimento degli artisti e degli intellettuali sostenitori di Peter Handke contro la censura da parte della Comédie-Française, che bersaglia l'autore per essersi recato ai funerali di Slobodan Milošević, al punto da escludere dal proprio repertorio la sua opera teatrale Die Kunst des Fragens (L'arte di chiedere).
Jelinek è una sostenitrice influente della campagna "Stop the Bomb" a favore della democrazia in Iran e contro le armi atomiche.

### La notorietà
La posizione politica di Jelinek, in particolare il suo femminismo e la connessione con il partito comunista, sono imprescindibili da qualsiasi valutazione della sua opera, nonché parte del motivo delle polemiche contro l'autrice e le sue pubblicazioni. Friederike Eigler afferma che Jelinek ha tre maggiori ed interrelati scopi nella sua scrittura: la società capitalista e consumistica, con la sua mercificazione di tutti gli esseri umani e delle relazioni, le vestigia del passato fascista dell'Austria nella vita pubblica e privata, lo sfruttamento sistematico e l'oppressione delle donne nella società patriarcale capitalista.
Malgrado l'autrice prenda le distanze dall'Austria, a causa della critica al passato nazista del suo Paese, la scrittura di Jelinek è profondamente radicata nella tradizione letteraria austriaca, e mostra l'influenza di scrittori austriaci fra cui Ingeborg Bachmann, Marlen Haushofer, e Robert Musil.
Elfriede giunge alla notorietà già con i romanzi Wir sind lockvögel baby! e Michael. Ein Jugendbuch für die Infantilgesellschaft, rispettivamente del 1970 e del 1972, che sono stati riconosciuti come le prime opere pop della letteratura tedesca. Il successo letterario vero e proprio giunge nel 1975 con il romanzo Die liebhaberinnen (Le amanti), la caricatura marxista-femminista di uno scritto a sfondo patriottico. Negli anni settanta Jelinek produce principalmente radiodrammi; all'inizio degli anni ottanta esce il radiodramma Die Ausgesperrten (Gli esclusi), subito trasposto in romanzo e, infine, nel film di Paulus Manker. L'opera ha come sfondo un caso di omicidio realmente accaduto a Vienna poco prima del Natale del 1965, commentato con abbondanza di dettagli dai media in occasione del verdetto finale il 10 maggio 1966.
Nel 1983 viene pubblicato il romanzo La pianista, con il quale l'autrice ottiene un riconoscimento internazionale. Da questo romanzo, il più venduto, nel 2001 è stato tratto un film da Michael Haneke con Isabelle Huppert, Annie Girardot e Benoît Magimel nei ruoli principali. La pellicola ha ricevuto tre premi al 54º Festival di Cannes 2001. Nelle recensioni prevale l'interpretazione biografica sulla trama, che viene relegata sullo sfondo.
Nel 1985 la prima assoluta di Burgtheater provoca il primo grosso scandalo della vita di Jelinek. L'opera, incentrata sul passato dell'attrice Paula Wessely, alterna una rielaborazione dei trascorsi nazisti austriaci a scene tratte dalla vita di alcuni noti attori del Burgtheater di Vienna, spesso ritratti come piccoli tiranni superficiali e meschini. Il testo è stato percepito come allusivo nei confronti di personaggi in vista, e Jelinek inizia ad essere considerata un'ingrata nei confronti del proprio Paese. Le allusioni all'attrice, morta nel 2000, vengono riproposte in La Regina degli Elfi (Erlkönigin), rappresentato in Italia nel 2005 con la regia di Lorenzo Fontana nella traduzione di Roberta Cortese. Nell'opera torna la presa di posizione di Elfriede Jelinek nei confronti del proprio Paese, "che non ha pagato per tutti i suoi crimini di guerra".
Nel 1989 Jelinek pubblica Lust (La voglia), suscitando nuovamente scalpore. Il confronto dell'autrice con il rapporto di forza patriarcale anche nell'ambito della sessualità ha scandalizzato prima ancora della "pornografia femminile".
Dopo l'accoglienza ottenuta dall'opera teatrale Raststätte, analoga a quella di Lust, e dopo attacchi personali all'autrice sui manifesti elettorali del FPÖ viennese, nel 1995 Jelinek si ritira dalla scena pubblica austriaca e pone il divieto di rappresentare i propri lavori in Austria.
Analogo divieto si ripete nel 2000, in occasione della nuova costituzione del governo austriaco con Schüssel. L'autrice continua a riferirsi concretamente all'attualità politica. Nel corso di una manifestazione contro il governo nel 2000 viene in scena in una piazza di Vienna Das Lebewohl. Ein Haider-Monolog (L'addio. Un monologo di Haider) interpretato dall'attore Martin Wuttke. Nello stesso anno, nel contesto delle iniziative ad opera di Christoph Schlingensief, nasce Bitte liebt Österreich (la preghiera ama l'Austria). La settimana della coalizione austriaca, cui partecipano anche Daniel Cohn-Bendit e Gregor Gysi. Il richiamo è al modo di dire di Kasperl Ich liebe Österreich (Io amo l'Austria) cui fa riferimento Jelinek con il testo Ich liebe Österreich.
Elfried Jelinek spesso collabora all'adattamento delle sue opere. Nel 1991 partecipa alla sceneggiatura del film Malina, realizzato da Werner Schroeter ed ispirato a un racconto autobiografico di Ingeborg Bachmann. Isabelle Huppert ha vinto il Deutscher Filmpreis nel ruolo della protagonista.
Il 12 aprile 1996, presso il Deutsches Schauspielhaus di Amburgo e con la regia di Thirza Bruncken, viene rappresentato Stecken, Stab und Stangl, opera che affronta l'assassinio avvenuto nel 1995 di quattro rom residenti nel Burgenland. Il ritorno a Vienna di Elfriede Jelinek avviene il 23 gennaio 1997 presso il Burgtheater con la prima di tale opera, con la regia di George Tabori. Nel 1998 segue la rappresentazione di Ein Sportstück, sull'ossessione della società nei confronti dello sport, nella versione ridotta a sei ore messa in scena da Einar Schleef. Protagonista centrale dell'allestimento curato da Schleef è il coro: collocando "cori singoli e collettivi coreografati", agenti come installazioni ed esponenti "il linguaggio come linguaggio", il regista corrisponde "il rifiuto della Jelinek al teatro tradizionale degli attori". L'utilizzo della "vocalità corale" consente di esprimere "tutta la carica violenta del testo", mentre la parte testuale del coro è articolata in modo da esaltare al massimo la musicalità presente nel testo stesso. La versione completa dell'opera, di durata pari a sette ore, è stata rappresentata con la collaborazione dell'autrice il 14 marzo 1998 nello stesso teatro.
Nel 2003 viene rappresentato Das Werk (L'opera) con la regia di Nicolas Stemann. La rappresentazione viene poi invitata a Berlino e vince il premio della drammaturgia di Mülheim. Il 13 dicembre dello stesso anno Christoph Schlingensief mette in scena Bambiland presso il Burgtheater. Sempre nel 2003 viene rappresentata l'opera lirica Lost Highway (La retta via smarrita) con il testo di Elfriede Jelinek.
Nel 2004 a Vienna viene fondato il Centro di ricerca "Elfriede Jelinek", diretto da Pia Janke, una struttura dedicata alla documentazione, informazione e comunicazione, che afferisce all'Istituto di germanistica dell'Università di Vienna. Il 2004 è l'anno in cui Jelinek riceve il Premio Nobel per la letteratura.
Nel 2005 presso il Burgtheater di Vienna, con la regia di Nicolas Stemann, viene rappresentata Babel, titolo che riunisce tre monologhi (Irm sagt, Margit sagt, Peter sagt) rispettivamente sull'intervento americano e inglese in Iraq, sulla guerra contro Saddam e sullo scandalo delle torture nella prigione di Abu Ghraib. In questi lavori l'autrice costruisce le proprie “creazioni verbali combinando non solo lingua quotidiana e linguaggio dei media, ma anche riferimenti al mito antico e alla tragedia classica, alla religione e alla politica, alla sessualità e alla psicoanalisi freudiana fino a Lacan, Baudrillard, Roland Barthes, Derrida, Antonin Artaud”: teatro non facilmente accessibile al pubblico “per la negazione dei consueti elementi scenici”, in cui “vengono meno trama e azione, personaggi e dialoghi, significato univoco delle parole”. Stemann mette in scena altri due lavori di Jelinek: Ulrike Maria Stuart nell'ottobre 2006 e Die Kontrakte des Kaufmanns nella primavera del 2009.
In un'intervista del 2007 sul Magazine littéraire, a seguito della sua controversa traduzione dal francese di Die Kinder der Toten (I figli dei morti), Jelinek ripropone il repertorio dei propri maggiori temi: l'infanzia, la polemica contro la natura e l'innocenza, l'odio contro l'eredità nazista della letteratura austriaca.
Nel 2008 pubblica il lavoro teatrale Der Würgeengel (Massacro di Rechnitz), rappresentato il 28 novembre con la regia di Jossi Wieler presso il Münchner Kammerspiele. Per festeggiare i cento anni dalla fondazione di tale teatro, nel 2012 viene rappresentata a Monaco di Baviera, con la regia di Johan Simons, Die Straße. Die Stadt. Der Überfall (La strada. La città. L'assalto), sui miti della via di Monaco intitolata a Massimiliano II di Baviera, Maximilianstraße.
Alla fine del 2009 Jelinek scrive Im Reich der Vergangenheit (Nel regno del passato) per protestare contro l'onorificenza, nel frattempo ritirata, assegnata al negazionista dell'Olocausto Walter Lüftl dall'Università tecnica di Vienna per particolari meriti scientifici. Nella propria argomentazione l'autrice inserisce anche l'esperienza del padre.
Il 10 dicembre 2013, in occasione della giornata mondiale dei diritti umani, Jelinek si unisce alla protesta di 560 scrittori, fra i quali anche Umberto Eco, Günter Grass, J.M. Coetzee, Orhan Pamuk e Tomas Tranströmer, contro lo spionaggio tramite Internet da parte dei servizi segreti. Nel 2014, insieme ad altri 1500 autori di lingua tedesca, firma inoltre una lettera aperta al colosso americano Amazon per denunciare i suoi metodi di distribuzione e per reclamare un mercato del libro più equo.
Elfriede Jelinek si impegna molto anche per promuovere in Austria l'opera di Arnold Schönberg, di Alban Berg e di Anton von Webern, che ritiene sottovalutata e disprezzata.
Per sopperire alle proprie necessità materiali si occupa di traduzioni; traspone in tedesco opere di Eugène Labiche, di Georges Feydeau, di William Shakespeare, di Christopher Marlowe e di Thomas Pynchon. Per contro, le sue stesse opere sono difficili da tradurre, a causa dell'oscurità del linguaggio, cui si unisce una "grande musicalità" derivata dalla formazione dell'autrice, ed una estrema poliedricità di stile nel quale termini aulici e citazioni culturali si intersecano a slang popolare e testi inediti.
Nel 1996 Elfriede è fra i primi a creare un proprio sito web, sul quale rende disponibili e gratuitamente scaricabili i propri testi già alla fine degli anni 2000, dichiarando che le sue opere non sarebbero state più pubblicate in formato cartaceo. Dalla primaversa 2007 alla primavera 2008 pubblica sul proprio sito i capitoli del romanzo Neid (Invidia), pubblicato unicamente in formato elettronico ed ultimato nel maggio del 2008. In formato cartaceo conterebbe circa 900 pagine. Con esso Jelinek prosegue il progetto sul peccato mortale che aveva iniziato nel 1989 con Lust e proseguito nel 2000 con Gier.

### Il premio Nobel

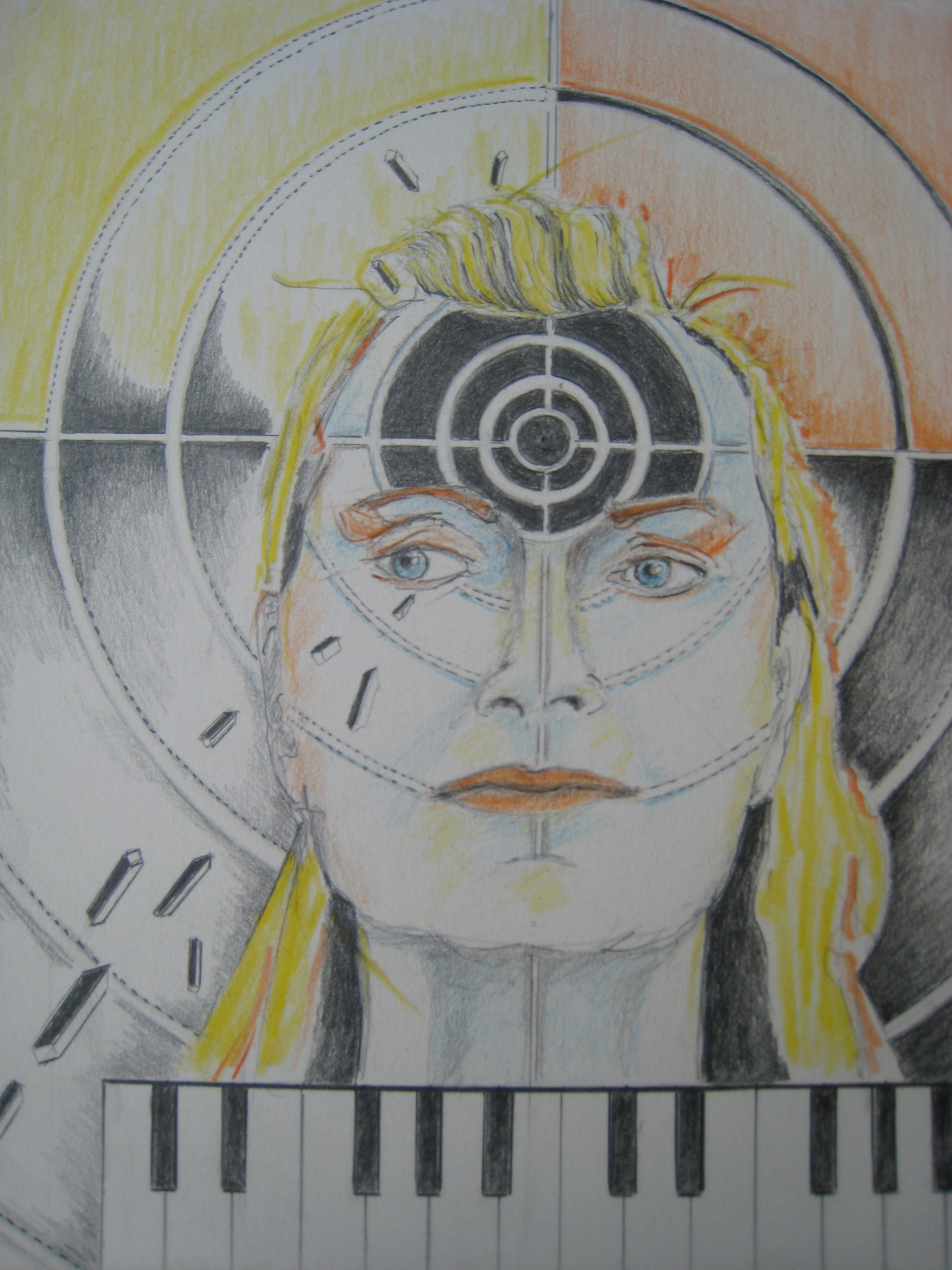
Bel colpo, Elfriede Jelinek, disegno di Ursula Stock, 2004

Per i contributi alla Letteratura tedesca, e malgrado le controversie che circondano la sua opera, Elfriede Jelinek ha ricevuto molti premi, fra i quali il premio Roswitha nel 1978, l'Heinrich Böll nel 1986, il Georg Büchner nel 1998, il Mülheim nel 2002 e nel 2004. Sempre nel 2004 ha vinto il Premio Franz Kafka e soprattutto il Premio Nobel per la letteratura, conferitole "per il flusso musicale di voci e contro-voci nei romanzi e nei lavori teatrali che con straordinario zelo linguistico rivelano l'assurdità degli stereotipi sociali e del loro potere soggiogante".
Nel ricevere il Premio Nobel per la letteratura, l'autrice dichiara sentimenti contrastanti: felicità ma anche disperazione per essere posta sotto i riflettori. Inizialmente "confusa" ed "esterrefatta" per l'importanza di tale riconoscimento, reputa maggiormente degno del premio Peter Handke,
a suo parere un “classico vivente” fra gli autori in lingua tedesca. In seguito però accetta il premio quale riconoscimento del proprio lavoro, e per vivere in modo più confortevole con la somma ricevuta, rinunciando alle traduzioni. Tuttavia Elfriede non ritira il premio di persona: alla cerimonia si presenta attraverso un video-messaggio, nel quale legge un discorso a distanza per evitare il bagno di folla.
La decisione dell'Accademia svedese per l'anno 2004 è del tutto inattesa e provoca molte controversie negli ambienti letterari. Alcuni denunciano l'eccesso di odio ed il risentimento sgradevole espressi dai testi di Jelinek così come la pesante atmosfera tetra, al limite della caricatura, delle situazioni descritte. Altri invece vedono nel premio il giusto riconoscimento di una grande scrittrice che evoca la potenza incantatrice del linguaggio letterario per trovare un modo nuovo e inquietante per esprimere il delirio, il rimuginare ossessivo e l'alienazione, condizionati dalla cultura di massa e dalla morale dominante.
La polemica contamina allo stesso modo la Commissione del premio Nobel. Nell'ottobre 2005 Knut Ahnlund, uno dei membri, si dimette dall'Accademia svedese per protesta contro questa scelta che giudica indegna della reputazione del premio. Sul quotidiano svedese Svenska Dagbladet Ahnlund taccia l'opera di Jelinek di pornografia, definendola una "massa di testo raffazzonata senza struttura artistica", "piantata sullo sfondo di un odio ossessivo e di un egocentrismo lacrimevole". Ahnlund considera l'attribuzione del premio Nobel "un danno irreparabile a tutti i valori progressisti, generante confusione nella generale concezione della letteratura come arte".
All'annuncio della notizia la Repubblica austriaca si divide fra sentimenti di gioia e di esecrazione.
In campo internazionale, e in particolare in Francia, le reazioni sono contrastanti. Ad esempio l'attrice Isabelle Huppert, interprete del film La pianista per il quale è stata premiata al Festival di Cannes, dichiara che la brutalità e la violenza della scrittura di Jelinek sono state spesso fraintese.
Con il premio Nobel si moltiplicano le traduzioni delle opere di Elfriede Jelinek anche in italiano e le biografie dedicate all'autrice. Fra queste ultime nel 2006 esce Chi ha paura di Elfriede Jelinek?, preceduta nel 2005 da Elfriede Jelinek, une biographie, scritta da Yasmin Hoffmann, amica e traduttrice di Elfriede. Jacqueline Chambon ne cura l'edizione; pur dichiarandosi amica ed ammiratrice di Jelinek, di cui pubblica sei opere, l'editrice rinuncia a favore delle Éditions du Seuil, che acquisiscono i diritti sulle pubblicazioni. Chambon giustifica la propria defezione con la sempre maggiore complessità delle traduzioni e l'aggressività costante dei testi..

## L'opera
L'opera di Jelinek presenta molte sfaccettature ed è frequente oggetto di pareri controversi: è stata sia lodata che condannata dai maggiori critici letterari. Sulla scia del Caso Fritzl, ad esempio, è stata accusata di "fornire ritratti 'isterici' della perversione austriaca". Analogamente il suo attivismo politico incontra reazioni divergenti e spesso infiammate. In generale, "i lavori della Jelinek sono provocazioni permanenti, per il lettore, per il regista, per lo studioso".
Argomenti prevalenti delle sue opere sono la sessualità femminile, l'abuso sessuale e la rivalità fra sessi in generale. Testi quali Wir sind Lockvögel, Baby! (Siamo specchietti per le allodole, Baby!), Die Liebhaberinnen (Le amanti) e Die Klavierspielerin (La pianista) mostrano la brutalità ed il gioco di potere intrinseco alle relazioni umane in uno stile che, a tratti, è formale in modo ironico e rigidamente controllato. Secondo Jelinek, il potere e l'aggressione sono spesso le forze principali che guidano le relazioni interpersonali. Il suo romanzo provocatorio Lust contiene descrizione grafica di sessualità, aggressione ed abuso. Ha ricevuto poche recensioni dalla maggior parte dei critici, alcuni dei quali lo hanno paragonato alla pornografia. Ma altri, che hanno notato il potere delle fredde descrizioni di fallimenti morali, reputano che il romanzo sia stato frainteso e sottovalutato dagli altri critici.
Il linguaggio di Jelinek è “materia scolpita, o meglio ancora, lei ricicla le parole di altri, prese da contesti diversi, ricaricandole di nuovi significati. Non sono degli objets trouvés ma delle parole abbandonate dal loro senso e dai loro autori” trasformate in un “flusso inarrestabile di variazioni sul tema”. L'utilizzo di un "materiale riconoscibile" sostituisce un “sé desideroso di esprimersi” con il lavoro sugli “scarti altrui”.

### Stile letterario
Per Elfriede Jelinek "il narrare è necessità, a volte urgenza, ma sempre atto politico", in quanto "i temi, i personaggi che tratteggia appartengono alla cultura contemporanea del dopoguerra: eredità storica, mercificazione del corpo, conflitto psicologicamente sanguinoso, s-moralizzazione del danno tale che, nella mentalità comune, esso diviene banale".
Il testo di Jelinek, “pur nella tragicità delle immagini che propone, sa essere a tratti straordinariamente ilare” attraverso la ripetizione delle frasi.
Secondo la giuria del premio Nobel «i testi di Jelinek sono difficili da classificare in un genere. Variano tra prosa e poesia, incantesimo ed inno, contengono scene teatrali e sequenze cinematografiche. L'essenziale della sua scrittura è tuttavia transitato dalla forma del romanzo a quella dell'arte drammatica». Nei suoi romanzi, come nei suoi lavori teatrali, la cronologia degli avvenimenti è intrecciata con immagini del passato e relative digressioni.
L'opera di Elfriede Jelinek, definita di un "radicalismo indiscusso", è complessa e difficilmente traducibile. È scritta infatti con uno "stile perentorio che sonda l'abisso al di sotto del linguaggio corrente" e che utilizza "il diluvio verbale, il delirio, le metafore taglienti, i giudizi universali, la distanza critica, la forma dialettica e lo spirito analitico". La scrittrice non esita ad utilizzare la violenza, l'eccesso, la caricatura e le formule provocatrici, anche se rifiuta di essere personalmente una provocatrice, mentre accetta la definizione di moralista per sé e quella di atti politici per i propri lavori.
L'autrice stessa spiega come nel tempo il suo stile si sia profondamente evoluto dall'utilizzo iniziale, negli anni sessanta, delle forme sperimentali che riciclavano la mitologia in parte appresa da Roland Barthes, le serie televisive, i romanzi rosa, al realismo ancora in embrione degli Amanti, ed infine ad uno stile e ad una narrazione realisti per La Pianista. In un'intervista inserita al termine della traduzione in francese di Lust ad opera di Yasmin Hoffman, Jelinek infatti tratteggia l'evoluzione della propria scrittura, a partire dai primi lavori (Bukolit, Wir sind lockvögel baby!, Michael. Ein Jugendbuch für die Infantilgesellschaft), ancora impregnati di cultura pop e dell'insegnamento della Wiener Gruppe con i suoi montaggi e collage. Tali testi hanno un carattere molto sperimentale, artificiale, in opposizione a realismo e naturalismo; in essi manca del tutto l'azione ma è già presente l'impegno politico, insieme alla critica sociale portata avanti attraverso l'analisi dei «miti della vita quotidiana». Partendo dalla decomposizione di rotocalchi e romanzi rosa, l'autrice approda ad una scrittura più realista: sia Gli esclusi che La pianista sono opere dalla struttura narrativa più convenzionale e si inseriscono in una tradizione satirica e polemica in cui la realtà è trasformata dalla distorsione propria della satira.

#### Postmodernismo, citazioni e senso del "noir"
La critica universitaria avvicina la produzione di Elfriede Jelinek alla letteratura postmoderna: transdisciplinarità, rifiuto parziale del naturalismo, dettagli polisemici, intertestualità, rilettura critica dei generi o delle forme codificate dalla "fiction", mescolanza dei registri (il "noir" drammatico, la satira), collage, distorsione del tempo, interferenze con la rappresentazione. Nei suoi testi si notano ugualmente sia un pastiche della letteratura di consumo che l'abolizione dei confini fra differenti livelli di cultura.
Sensibili alla sperimentazione, le opere di Elfriede Jelinek si esprimono su differenti livelli di lettura e di architettura letteraria. Prossime all'avanguardia, esse colgono molti spunti dell'espressionismo, del dadaismo e del surrealismo. Esse inoltre mescolano diverse forme di scrittura, moltiplicando le citazioni più disparate, dai grandi filosofi alla tragedia greca, passando per il romanzo poliziesco, il cinema, i romanzi rosa e i feuilletons popolari.
Malgrado affermi che i loro universi non abbiano molto in comune, la scrittrice afferma di sentirsi lusingata per il paragone a Stephen King per il senso del "noir", la caratterizzazione dei personaggi e la precisione dell'analisi sociale. Il suo mondo confuta il kitsch. L'idea di una grazia salvifica è esclusa e l'esistenza è percepita come un rapporto fra dominatori e dominati. L'autrice considera la società umana un terreno di caccia nel quale i predatori trionfano.

#### Musicalità
La scrittura di Elfriede Jelinek, a un tempo rigorosa e lussureggiante, adotta una forma di crescendo musicale. Elfriede utilizza anche dissonanze e spesso ricorre a massime, ad imprecazioni e ad epigrammi che possono urtare il lettore. Più spesso i suoi testi conciliano la ricerca di linguaggi eruditi ad un ritmo analogo a quello della musica contemporanea.
Coerentemente con la propria formazione in conservatorio, infatti, Jelinek “struttura il linguaggio narrativo” con “criteri compositivi caratteristici di uno spartito”. Del resto l'autrice stessa dichiara in un'intervista che “la musica ha un'importanza rilevante nelle sue costruzioni”, e che ogni parola viene utilizzata come si trattasse di una composizione musicale. Nella medesima intervista, l'autrice afferma l'intento di rivelare il carattere ideologico del linguaggio, che viene costretto ad esternare le proprie contro-verità, attraverso un notevole senso dell'umorismo.

#### Miti popolari ed ironia
Elfriede Jelinek si situa in una estetica dello shock e della lotta e la sua prosa trova, in modo esauriente, diversi modi per esprimere l'ossessione e la nevrosi, denigrando fino all'assurdo la fallocrazia, i rapporti di forze sociopolitici e le loro ripercussioni sui comportamenti sentimentali e sessuali. Nell'opera di Jelinek la retorica pornografica, esclusivamente maschile, è destrutturata e palesemente denunciata, mentre la convenzione inconsapevole che consiste nel considerare il trionfo del maschio sulla femmina viene analizzato e fustigato. L'industria dello spettacolo, il divertimento e la sua pubblicità menzognera divengono ugualmente il bersaglio delle sue invettive.
Jelinek rappresenta i miti e le icone della cultura popolare nel ciclo dal “titolo schubertiano” Der Tod und das Mädchen (La morte e la fanciulla) (Jackie Kennedy, Arnold Schwarzenegger, Bambi, Biancaneve) in cui domina l'evidente “contrasto maschile-femminile, che si conclude inevitabilmente con la morte della principessa di turno". Scopo dell'autrice è mostrare il lato negativo e distruggere tali miti, utilizzando un linguaggio tratto dagli stereotipi sociali e psicologici di stampa, televisione, rotocalchi e discussioni politiche, che vengono presi di mira con virulenza ed annientati.
In particolare Jackie Kennedy, “principessa da rotocalco”, rientra nel ciclo di atti unici che Elfriede elabora dal 2001 sull'immortale figura della ‘principessa’, “messa in mostra nella teatralità di una scrittura che diventa vero linguaggio che tutto comprende e illumina crudelmente: schemi preordinati, storici e sociali, luoghi comuni, miti popolari”. Jackie è “un monologo che elabora in un complesso gioco di rimandi e smascheramenti la figura di Jacqueline Kennedy”. L'idea della "non rappresentazione è il tema principe nei Drammi di Principesse" (Prinzessinnendramen), e del resto l'autrice non fornisce suggerimenti per la loro messa in scena.
I primi tre Prinzessinnendramen sono riscritture di fiabe e leggende popolari, in cui l'autrice esercita il proprio spirito caustico e polemico, non senza punte di uno humour che viene spesso frainteso. Nella quinta opera del ciclo, Die Wand (La parete), “Jelinek attua un'ulteriore soluzione formale: mentre nei primi tre drammi la struttura è dialogica fra i due sessi e in Jackie diviene monologica”, in Die Wand il testo è diviso in battute attribuite indifferentemente all'una od all'altra delle due protagoniste, in quanto possono essere pronunciate da molte altre donne. Le “principesse” di quest'opera sono le scrittrici Ingeborg Bachmann e Sylvia Plath, cui si aggiunge l'autrice austriaca Marlen Haushofer, che al termine rivisitano in forma parodica il “mito della discesa di Ulisse agli inferi”.
Nella prima messa in scena di Bambiland, diretta dal regista Christoph Schlingensief al Burgtheater di Vienna il 13 dicembre 2003, una grande immagine colorata del cerbiatto Bambi domina la scenografia, alludendo in tal modo ad un “mondo disneyano edulcorato, in stridente contrasto con la crudeltà dei fatti descritti”. L'opera “è in realtà un monologo, ossessivo e martellante”, dalla “severa impostazione straniante”.

### I romanzi
Nei suoi romanzi l'autrice colloca ogni tipo di progressione drammatica e privilegia uno studio sociale pungente, mentre la sua ispirazione attinge all'arte concettuale, alle Scienze sociali ed allo strutturalismo. La nozione di "genere" viene così superata. In generale Jelinek fa dei propri personaggi l'incarnazione complessiva di un'idea d'umiliazione, di aggressione o di dominazione, esplorando al tempo stesso una dimensione psicologica complessa, cupa e polifonica.

#### I primi romanzi
Wir sind lockvögel baby! (1972), primo romanzo di Elfriede Jelinek, tradisce l'inclinazione per il ragionamento corrosivo, l'espressione ossessiva e la diatriba politica. Il romanzo accusa il folklore e la cultura di massa di costituire l'eco di una "nauseabonda ideologia".
Le amanti (Die Liebhaberinnen, 1975) narra come la pressione della società austriaca costringa due donne a ricorrere alla gravidanza per riuscire a sposarsi. L'opera denuncia le leggi consumistiche del matrimonio e la persecuzione fisica, psichica e morale subita dalle donne. Con questo romanzo l'autrice viene classificata come "simpatizzante femminista", etichetta che Jelinek d'altronde rivendica.
Gli esclusi (Die Ausgesperrten, 1981) ritraggono una banda di giovani criminali estremisti, le cui estorsioni si inseriscono nel quadro di una società che ha premura di dissimulare il passato nazista mai esorcizzato. Questo romanzo segna un punto di svolta nell'evoluzione dell'opera di Elfriede Jelinek per la struttura narrativa più convenzionale e la scrittura più realista rispetto agli scritti precedenti.

#### La PianistaeLa voglia
La pianista (Die Klavierspielerin, 1983) narra le esperienze di Elfriede attraverso le vicende della protagonista Erika Kohut. Il romanzo analizza le regole di espressione di una pornografia esclusivamente femminile, che vengono approfondite successivamente in Lust (La voglia, 1989) attraverso la descrizione, affrancata da ogni convenzione letteraria, di una relazione pornografica fra una donna e suo marito, dirigente d'impresa.
In Lust la scrittrice intende esplorare tutte le possibilità più complesse del linguaggio per scardinare il programma ideologico alla base delle società umane, per snidare la dialettica trionfante sul piano intimo e sociale dello sfruttamento da parte di un dominatore. La violenza esercitata fisicamente e psicologicamente sulla moglie dal marito-padrone corrisponde a quella inflitta simbolicamente agli operai della sua fabbrica.
La struttura atipica di Lust, che non si identifica in alcun genere letterario, deriva dal fatto che, malgrado la presenza di un'azione narrabile, i protagonisti non sono artefici del proprio destino, bensì dei semplici portavoce. Jelinek si propone in tal modo di interrompere la tradizione della struttura del romanzo del XIX secolo, in cui l'individuo è in grado di condurre il proprio destino. In La voglia, la struttura narrativa è frammentata e decomposta in base a principi strutturalisti, con lo scopo di una riduzione portata avanti in maniera differente rispetto a Samuel Beckett. La denuncia è rivolta non soltanto al contenuto, bensì al linguaggio stesso dei miti.

#### I figli dei mortieVoracità
Nel romanzo I figli dei morti (Die Kinder der Toten, 1995), che alcuni critici considerano il capolavoro di Jelinek, l'autrice prosegue la critica virulenta al proprio Paese natale, rappresentato come un regno sterile e arcaico, popolato di morti e di fantasmi.
Voracità (Gier, 2000) è ispirato a due avvenimenti diversi, utilizza i codici del romanzo poliziesco al fine di realizzare un nuovo studio critico della onnipotenza maschilista, dell'ipocrisia austriaca e delle sue "immagini d'Épinal".

### Il teatro
Le opere teatrali di Elfried Jelinek denunciano l'influenza di Bertolt Brecht. Esse analizzano minuziosamente il potere della parola e citano aforismi, formule pubblicitarie ed espressioni idiomatiche che l'autrice ritiene strumenti dell'ideologia dominatrice, rappresentata dai media audiovisivi. Jelinek accusa questi ultimi di condizionare l'"opinione comune" (la "doxa" filosofica) attraverso gli elementi del linguaggio, insinuandosi in ogni individuo in modo sbalorditivo per annientarne lo spirito critico e per fargli accettare i dogmi schiaccianti del potere politico-economico o l'ingiustizia sociale.
Il suo teatro, che passa gradualmente dal dialogo convenzionale alla polifonia e al monologo, scardina le regole del linguaggio e l'idea stessa dell'intrigo. Jelinek ricorre spesso al coro, sinonimo di molteplicità vocale. I protagonisti delle sue opere "non sono i personaggi nel senso tradizionale, bensì la parola, l'atto stesso del parlare". I drammi "si costituiscono primariamente con l'espressione verbale"; affinché la lingua diventi corpo occorrono nuove forme sceniche, che contribuiscano anche a dissociare ciò che viene detto da ciò che si vede. Per tale motivo "i testi della Jelinek propongono grandi sfide ai registi e agli attori". Infatti i "lavori della Jelinek sono opere d'arte composte linguisticamente fino al minimo dettaglio, e una preparazione per la scena non presuppone solo un'analisi intensiva delle immagini verbali e della loro elaborazione strutturale e tematica, bensì anche una sensibilità musicale, che sappia operare con l'elemento sonoro e ritmico. Se queste facoltà mancano, i testi vengono frammentati, distrutti e annientati nella loro composizione".
In Winterreise l'autrice approfondisce tale percorso sperimentale postdrammatico liberandosi dei personaggi, dei dialoghi e delle didascalie e presentando invece frammenti d'immagini, di riflessioni, di aneddoti e di fatti diversi con una prosa che fa del testo l'equivalente di un brano musicale.
La prima opera teatrale di Elfriede Jelinek risale al 1977 ed è ispirata a Henrik Ibsen: Was geschah, nachdem Nora ihren Mann verlassen hatte oder Stützen der Gesellschaften (Cosa accadde dopo che Nora ebbe lasciato suo marito ovvero Colonne delle società), pubblicata sulla rivista di Graz nel 1977-78, rappresentata il 6 ottobre 1979 alle Vereignigte Bühnen di Graz e nel 1998 in Italia con la regia di Adriana Martino. “Si tratta di una riscrittura del dramma di Ibsen Casa di bambola, in cui l'autrice, ambientando l'azione nella Germania prenazista degli anni venti, sosteneva l'impossibilità pratica dell'emancipazione di Nora, che finisce per rientrare nella casa del marito. Jelinek contrappone il suo pessimismo critico-sociale alle istanze, da lei considerate illusorie, del movimento femminile degli anni settanta."
Nel 1981, con Clara S, la scrittrice si ispira alla vita della moglie del musicista Robert Schumann, Clara, nata Wieck. Nel 1985 descrive in Burgtheater la vita delle celebrità del Burgtheater di Vienna, presentate come dei tiranni superficiali che offrono all'autrice lo spunto per denunciare i legami intercorsi fra l'ambiente teatrale e la Germania nazista, suscitando scandalo.
In Wolken. Heim (Nuvole. Casa) l'autrice applica “il principio dell'ipertestualità” tessendo “una trama di corrispondenze” e "costruendo un montaggio di citazioni" da Hölderlin, da Kleist, da Hegel, da Heidegger e dalle lettere della Rote Armee Fraktion tra il 1973 ed il 1977.
In Sportstück (1998) Elfriede esplora i territori della violenza, della coreografia e dell'apologia del corpo virile nello sport, premesse di una ideologia fascista. In Italia viene interpretato quale "testo che tratta lo sport come metafora della guerra, con i grandi atleti assimilati agli eroi classici. Rinunciando ad un vero intreccio e rompendo la distinzione tra vittime e carnefici, Jelinek esplora il mondo della violenza e della morte attraverso personaggi-fantoccio portatori di un logos che è il vero protagonista della pièce".
Jelinek considera la cultura dei romantici, in particolare di Hölderlin e di Wagner, quale nutrimento del Nazionalsocialismo, e ritorna sull'ambigua posizione storica degli intellettuali nei confronti del potere politico e delle tesi fasciste nell'opera Totenauberg (1991), in cui si rivolge al filosofo Martin Heidegger. La metafora del vampirismo, utilizzata in particolare in La Malattia o Donne moderne, le influenze della filosofia hegeliana e marxista, così come l'attenzione a Sigmund Freud rifiniscono la composizione delle sue opere.
L'essenza del teatro di Jelinek è “drammatica, cioè sono parole scritte per essere agite, per essere svolte con un andamento dialettico, per generare un conflitto e quindi azione. È un teatro “pensato per anime sole anche quando sono in comunicazione dialogica”, un teatro “simbolico, non articolato, assente di azioni”, nel quale “l'entrare e il riuscire dal ragionamento costituiscono l'azione”. Inoltre spesso Jelinek raffigura entità assolute, come ad esempio una funzione sociale, utilizzando in scena dei fantocci.
Elfriede Jelinek dichiara che il regista è coautore ed al regista affida la “relazione del corpo fisico con lo spazio”, cui l'autrice rinuncia a favore “del suono nello spazio”. Il ruolo del regista concerne anzitutto il “passaggio dal testo scritto al testo agito”, attraverso cui aggiunge la propria impronta allo “stile sperimentale e personalissimo della Jelinek”, che, se “sorprende e affascina quando si sviluppa nel romanzo, applicato al teatro perde fascino e non disorienta”.

### Influenze
Elfried Jelinek rivendica una filiazione dalla cultura critica della letteratura e dalla filosofia austriache, da Karl Kraus a Ludwig Wittgenstein, attraverso Fritz Mauthner, che riflettono sul linguaggio e se ne distaccano. Analogamente l'autrice riconosce di essere stata influenzata da Eugène Labiche e da Georges Feydeau per l'amore graffiante e l'analisi sovversiva della borghesia del XIX secolo.
La lettura de Il tamburo di latta, in occasione del conferimento del premio Nobel a Günter Grass nel 1999, alimenta l'ispirazione letteraria di Jelinek, che qualche anno dopo, nel 2004, manifesta anche la propria ammirazione per Robert Walser.
Fra i propri scrittori preferiti pone anche Franz Kafka, Djuna Barnes e Walter Serner. Analogamente Jelinek afferma di sentirsi vicina a Paul Celan, Georg Trakl, Sylvia Plath e, malgrado tutto, a Friedrich Hölderlin.
Il suo percorso estetico è accostato all'Azionismo viennese e l'autrice confessa di ammirare i lavori degli artisti plastici Mike Kelley e Paul McCarthy.
Come per James Joyce, Virginia Woolf, Samuel Beckett e Franz Kafka, altri suoi modelli letterari, la Jelinek spiega come l'autentico eroe dei suoi libri sia il linguaggio stesso.
Grande lettrice di Pierre Bourdieu, Guy Debord, Roland Barthes, Georges Bataille e Antonin Artaud, Elfriede Jelinek si attiene ad una tradizione nazionale del satireggiare e del polemizzare, ereditata da Kraus e da Thomas Bernhard. Per la critica feroce della società e la sofisticatezza dello stile viene anche paragonata a Johann Nestroy, Ödön von Horváth e Elias Canetti, oltre che al Wiener Gruppe di cui l'autrice rivendica l'influenza. La sua opera reca inoltre l'impronta di Robert Musil, Marlen Haushofer, Ilse Aichinger e Ingeborg Bachmann.

#### Analogie e contrasti con Ingeborg Bachmann
In diverse interviste Jelinek ha dichiarato “un debito di riconoscenza” nei confronti di Ingeborg Bachmann, che considera una sorta di modello e con la quale ha numerose affinità ed altrettante divergenze:
(Maria Inversi, Jelinek e le pièces teatrali che non si misurano col gioco, in Il teatro di Elfriede Jelinek in Italia)
 Entrambe musiciste, sono “figlie, se pur di diversa generazione, della guerra da loro vissuta come ferita insanabile”. Entrambe prendono le distanze dal proprio Paese, che hanno in comune, se pure Bachmann ritiene i propri parenti responsabili dell'Olocausto di cui anche i congiunti di Jelinek sono stati vittime. Entrambe le autrici pongono “sotto accusa il sistema delle relazioni interpersonali e dei modi in cui il danno entra a far parte delle vite e le disorienta quando non le annienta”.
Per contro, Bachmann si dichiara non femminista, probabilmente in quanto pone l'accento sull'essere umano nel descriverne il danno subito, indipendentemente dal genere, e sull'universalità della Storia. Jelinek invece “si dichiara femminista e dalle femministe è riconosciuta come tale per il carattere dei personaggi femminili e le storie che le coinvolgono”. Inoltre le due autrici si distanziano per la strutturazione dei personaggi: mentre quelli di Bachmann sono dotati di profilo psicologico, per quelli di Jelinek, “come nella tragedia greca, tale profilo è assente o va desunto”. La “scelta stilistica”, infine, è un altro motivo di differenza fra le due autrici, malgrado entrambe ritengano importante il “valore musicale della scrittura”.

### La ricezione al di fuori dell'Austria
L'opera di Jelinek è meno conosciuta nei paesi di lingua anglosassone. Tuttavia, nei mesi di luglio e di agosto 2012 la prima rappresentazione in inglese del suo lavoro teatrale Ein Sportstück ha attratto l'attenzione del pubblico anglofono. L'anno successivo, nei mesi di febbraio e marzo 2013, a New York si è tenuta la prima rappresentazione di Jackie nell'America settentrionale.
In Italia la notorietà dell'autrice è dovuta soprattutto ai romanzi, rispetto ai testi teatrali, ed in particolare alla riduzione cinematografica del romanzo La pianista. La base per una possibile fruizione del suo teatro in Italia è l'ironia, come "forma evoluta di comicità".
Tuttavia "i testi teatrali di Elfriede Jelinek sono arrivati in ritardo e in un circuito limitato", esclusi dal teatro ufficiale e curati in particolare da registi attivi in ambito germanofono o da artiste impegnate in lavori sperimentali, attente agli aspetti femministi dell'opera dell'autrice. La diffusione in Italia della produzione teatrale di Elfriede Jelinek è infatti resa complessa da una serie di fattori: “la difficoltà in apparenza quasi insormontabile della traduzione, le strutture insolite e le dimensioni spesso esorbitanti dei testi, e soprattutto la loro qualità volutamente ‘non teatrale’”, cui si aggiungono “le false interpretazioni della ricezione, iniziata nel 1990 con la traduzione del romanzo Lust, comparso con il titolo La voglia e frainteso come opera ‘pornografica’”, malgrado “fosse già stato recensito correttamente da critiche italiane nell'edizione originale tedesca”.
Con le traduzioni in italiano di Wolken. Heim (Nuvole. Casa) e Die Pianistin (La pianista) nel 1991 “la comprensione dell'autrice comincia ad assumere un'impostazione più adeguata sia nei confronti dei temi sia anche degli aspetti linguistici e formali della sua opera”. Dopo quindici anni dalla traduzione italiana, nel 2006 la regista ed attrice Maria Inversi mette in scena Wolken. Heim, attribuendo “una grande importanza alle componenti figurative e musicali” anche in base alla formazione musicale di Elfriede Jelinek, cui è improntato l'allestimento della scena.
Nel caso di Ein Sportstück, tradotto in italiano come Sport. Una pièce, la ricezione è orientata più in senso politico che stilistico-letterario. Il successo a Cannes nel 2001 del film di Michael Haneke Die Pianistin conferisce "nuovi impulsi alla ricezione dell'autrice", ma è soprattutto l'assegnazione del premio Nobel che provoca una svolta: vari editori pubblicano in italiano “testi fino ad allora considerati intraducibili”.
La prima presentazione italiana del teatro di Elfriede Jelinek si è tenuta presso l'università di Bari, nel corso di una ricerca sl teatro tedesco contemporaneo, attraverso la lettura di alcune scene della prima opera teatrale dell'autrice (Was geschah, nachdem Nora ihren Mann verlassen hatte oder Stützen der Gesellschaften, Cosa accadde dopo che Nora ebbe lasciato suo marito ovvero Colonne delle società). Le scene sono state tradotte in italiano da Giuseppe Farese per il Teatro Abeliano nel 1978. Nel 1998 la stessa opera è stata rappresentata con la regia di Adriana Martino in traduzione italiana completa, eseguita da Luisa Gazzerro Righi e Candida De Lorenzi, traduzione che è rimasta inedita.
Di fatto, tuttavia, soltanto a partire dal 2001, grazie al regista tedesco Werner Waas, i testi teatrali di Elfriede Jelinek vengono introdotti sulle scene italiane. Waas afferma che un incontro fra la scrittura di Jelinek e l'Italia può essere interessante per molti motivi, soprattutto politici. e sottolinea le analogie fra Das Lebewohl (L'addio) e la situazione politica italiana. La rappresentazione, messa in scena dal regista più volte in diverse città italiane, ottiene parecchie recensioni soprattutto da giornali della sinistra, che considerano “l'efficacia politica del testo e dello spettacolo”.
Molte iniziative dedicate a Elfriede Jelinek ed alla sua opera vengono organizzate in particolare dopo l'assegnazione del premio Nobel. In particolare, da ottobre 2014 a marzo 2015 viene organizzato a Bologna un ampio festival di teatro con allestimenti di numerose sue opere teatrali, dal titolo Festival Focus Jelinek, con la direzione artistica di Elena Di Gioia. 

## Alcune opere

### Romanzi
- Bukolit (1968, pubblicato nel 1979)
- Wir sind Lockvögel Baby! (1970)
- Michael. Ein Jugendbuch für die Infantilgesellschaft (1972)
- Die Liebhaberinnen (1975)
  - Le amanti, trad. di Valeria Bazzicalupo, ES, Milano 1992; Sonzogno, Milano 1994; Frassinelli, Milano 2004.
  - Le amanti, trad. di Nicoletta Giacon, La nave di Teseo, Milano 2020.
- Die Ausgesperrten (1980)
  - Gli esclusi, trad. di Nicoletta Giacon, La Nave di Teseo, Milano, 2018.
- Die Klavierspielerin, (1983)
  - La pianista, trad. di Rossana Sarchielli, Einaudi, Torino 1991; ES, Milano 2002; Einaudi, 2005.
- Oh Wildnis, oh Schutz vor ihr (1985)
- Lust (1989)
  - La voglia, trad. di Rosanna Sarchielli, Sperling & Kupfer, Milano 1994; Frassinelli, Milano 2004.
  - La voglia, trad. di Nicoletta Giacon, La nave di Teseo, Milano, 2022.
- Die Kinder der Toten (1995)
- Gier (2000)
  - Voracità, trad. di Barbara Agnese, Frassinelli 2005.
  - Avidità, trad. di Barbara Agnese, La nave di Teseo, Milano, 2024.
- Neid (2008)

### Opere teatrali
- Was geschah, nachdem Nora ihren Mann verlassen hatte oder Stützen der Gesellschaften (1979), il seguito di Casa di bambola di Henrik Ibsen.
- Clara S. musikalische Tragodie (1981), Clara Schumann e Robert Schumann presunti ospiti di Gabriele D'Annunzio.
- Burgtheater (1985), una critica al Burgtheater di Vienna e alle sue star, usciti incolumi dal contributo alla propaganda nazista. Di questo testo è ora vietata la rappresentazione.
- Krankheit oder Moderne Frauen (1987).
- Präsident Abendwind (1987), mini-dramma ispirato a Abendwind di Johann Nestroy.
- Wolken. Heim (1988), Nuvole. Casa, trad. di Luigi Reitani, SE, 1991 ISBN 88-7710-205-5
- Totenauberg (1991), trad. di Anna Ruchat, Federica Corecco, Christian Zürcher, Effigie, Milano 2009 ISBN 978-88-89416-99-0
- Raststätte oder Sie machen es Alles (1994), ispirato al Così fan tutte di Wolfgang Amedeus Mozart
- Stecken, Stab und Stangl (1996), sull'assassinio di quattro uomini di etnia romani in Austria nel 1995
- Ein Sportstück (1998), Sport. Una pièce in Sport. Una pièce e Fa niente. Una piccola trilogia della morte, trad. di Roberta Cortese, Ubulibri, Milano 2005 ISBN 88-7748-238-9
- Er nicht als er (1989), Lui non come lui, in Loro non come loro (Lui non come lui e Totenauberg), trad. di Anna Ruchat, Federica Coreco, Chiristian Zücher, Effigie, Milano 2009 ISBN 978-88-89416-99-0
- Macht Nichts: eine kleine Trilogie des Todes (1999), Fa niente. Una piccola trilogia della morte (La regina degli Elfi, Biancaneve - La Morte e la Fanciulla [I], Il Viandante), trad. di Roberta Cortese, in op. cit.
- Das Lebewohl (2000), L'addio. La giornata di delirio di un leader populista, trad. di Fabrizio Parenti e Werner Waas, introduzione di Elena Stancanelli, Castelvecchi, Roma 2005 ISBN 88-7615-096-X
- Das Schweigen (2000)
- In den Alpen (2002)
- Prinzessinnendramen I-V (2003): Schneewittchen (Biancaneve in Fa niente, op. cit), Dornröschen, Rosamunde, Jackie (trad. di Luigi Reitani, Forum, Udine 2010; La nave di Teseo, Milano, 2017 ISBN 978-88-8420-623-7 ISBN 9788893441575), Die Wand (prima nazionale italiana di La Parete in traduzione di Roberta Cortese nel 2010 al Teatro Studio di Scandicci-Firenze).
- Bambiland (2004) - trad. di Claudio Groff, Einaudi, Torino 2005 ISBN 88-06-17787-7
- Babel (2004)
- Ulrike Maria Stuart (2006), Ulrike Meinhof e Gudrun Ensslin riflesse nelle biografie di Maria Stuarda ed Elisabetta I.
- Über Tiere (2006)
- Rechnitz (Der Würgeengel) (2008)
- Abraumhalde (2009), su Nathan in saggio di Gotthold Ephraim Lessing
- Die Kontrakte des Kaufmanns. Eine Wirtschaftskomödie (2009)
- Das Werk / Im Bus / Ein Sturz (2010)
- Winterreise (2011), a partire dal ciclo di Lieder Winterreise di Wilhelm Müller e Franz Schubert; anteprima nazionale italiana di Winterreise / Viaggio d'inverno in traduzione di Roberta Cortese nel 2014 a S.Pientro in Vincoli Torino.
- Kein Licht (2011)
- FaustIn and Out (2012), dall'Urfaust di Johann Wolfgang von Goethe, trad. di Elisa Balboni e Marcello Soffritti, San Miniato, Titivillus 2014 ISBN 978-88-7218-390-8
- Die Straße. Die Stadt. Der Überfall (2012)
- Schatten (Eurydike sagt) (2013)
- Aber sicher! (2013)
- Rein Gold. Ein Bühnenessay (2013), sul ciclo L'anello del Nibelungo di Richard Wagner.
- Die Schutzbefohlenen (2014), una critica alla politica sui rifugiati.
- Das schweigende Mädchen (2014)
- Wut (2016)
- Am Königsweg (2017)
- Schnee Weiss (2018)
- Schwarzwasser (2020)
- Sonne, los jetzt! (2022)
- Angabe der Person (2022), Dati Personali, trad. di Francesca Gabelli, La nave di Teseo, Milano 2023.

### Poesia
- Lisas Schatten
- ende: gedichte von 1966-1968

### Libretti d'opera
- Bählamms Fest
- Lost Highway
- Der tausendjährige Posten oder Der Germanist, insieme a Irene Dische

### Traduzioni
- Die Enden der Parabel (L'arcobaleno della gravità, Thomas Pynchon), 1976
- Herrenjagd (Georges Feydeau), 1983
- Floh im Ohr (Georges Feydeau), 1986
- Der Gockel (Georges Feydeau), 1986
- Die Affaire Rue de Lourcine (Eugène Labiche), 1988
- Die Dame vom Maxim (Georges Feydeau), 1990
- Der Jude von Malta (Christopher Marlowe), 2001
- Ernst sein ist alles (Oscar Wilde), 2004
- Der ideale Mann (Oscar Wilde), 2011
- Poesie e racconti di autori latinoamericani

### Alcune edizioni in italiano
- La voglia, traduzione di Rossana Sarchielli, Milano, Frassinelli, 1990, ISBN 88-7684-147-4.
- La pianista, traduzione di Rossana Sarchielli, Torino, Einaudi, 1991, ISBN 88-06-12627-X.
- Nuvole. Casa, traduzione di Luigi Reitani, Milano, SE, 1991, ISBN 88-7710-205-5.
- Le amanti, traduzione di Valeria Bazzicalupo, Milano, ES, 1992, ISBN 88-85357-20-2.
- Bambiland, traduzione di Claudio Groff, Torino, Einaudi, 2005, ISBN 88-06-17787-7.
- Voracità, traduzione di Barbara Agnese, Milano, Frassinelli, 2005, ISBN 88-7684-878-9.
- Sport. Una pièce. Fa niente. Una piccola trilogia della morte (La regina degli Elfi, La morte e la fanciulla I, Il viandante), traduzione di Roberta Cortese, introduzione di Luigi Reitani, Milano, Ubulibri, 2005, ISBN 88-7748-238-9.
- L’addio, traduzione di Werner Waas e Fabrizio Parenti, Milano, Castelvecchi, 2005, ISBN 88-7615-096-X.